# Мікувка
Мікувка (пол. Mikówka) — село в Польщі, у гміні Білобжеґі Білобжезького повіту Мазовецького воєводства.
Населення — 108 осіб (2011).
У 1975—1998 роках село належало до Радомського воєводства.

## Демографія
Демографічна структура станом на 31 березня 2011 року:
|          | Загалом | Допрацездатний вік | Працездатний вік | Постпрацездатний вік |
| -------- | ------- | ------------------ | ---------------- | -------------------- |
| Чоловіки | 53      | 14                 | 38               | 1                    |
| Жінки    | 55      | 10                 | 32               | 13                   |
| Разом    | 108     | 24                 | 70               | 14                   |